# 根絕赤禍案
根絕赤禍案，為中國國民黨於1937年2月21日在中国国民党第五次全国代表大会三中全会由主席團提出，以答覆中国共产党2月10日提出的五項要求和四項保證。

## 內容重點
決議文重點原則如下：
「第一，一國之軍隊，必須統一編制，統一號令，方能收指臂之效，斷無一國家可許主義絕不相容之軍隊同時並存者，故須徹底取消其所謂「紅軍」，以及其他假借名義之武力。
第二，政權統一，為國家統一之必要條件。世界任何國家斷不許一國之內，有兩種政權之存在者，故須徹底取消所謂「蘇維埃政府」及其他一切破壞統一之組織。
第三，赤化宣傳與以救國救民為職志之三民主義絕對不能相容，即與吾國人民生命與社會生活亦極端相背，故須根本停止其赤化宣傳。
第四，階級鬥爭以一階級之利益為本位，其方法將整個社會分成種種對立之階級，而使之相殺相讎，故必出於奪取民眾與武裝暴動之手段，而社會因以不寧，民居為之蕩析，故須根本停止其階級鬥爭。」